# Acridocarpus austrocaledonicus
Acridocarpus austrocaledonicus är en tvåhjärtbladig växtart som beskrevs av Henri Ernest Baillon. Acridocarpus austrocaledonicus ingår i släktet Acridocarpus och familjen Malpighiaceae. Inga underarter finns listade i Catalogue of Life.